# Скарду
Скарду (урду سکردو) — місто у пакистанській провінції Гілгіт-Балтистан, адміністративний центр однойменного району.

## Географія
Скарду розташовується на півночі країни, лежить в регіоні Кашмір.

### Клімат
Місто знаходиться у зоні, котра характеризується субарктичним кліматом. Найтепліший місяць — серпень із середньою температурою 4.8 °C. Найхолодніший місяць — січень, із середньою температурою -24 °С.
| Клімат Скарду                 | Клімат Скарду | Клімат Скарду | Клімат Скарду | Клімат Скарду | Клімат Скарду | Клімат Скарду | Клімат Скарду | Клімат Скарду | Клімат Скарду | Клімат Скарду | Клімат Скарду | Клімат Скарду | Клімат Скарду |
| Показник                      | Січ.          | Лют.          | Бер.          | Квіт.         | Трав.         | Черв.         | Лип.          | Серп.         | Вер.          | Жовт.         | Лист.         | Груд.         | Рік           |
| Середній максимум, °C         | −15           | −13           | −9            | −5            | −1            | 2             | 7             | 8             | 3             | −4            | −9            | −14           | −4,4          |
| Середня температура, °C       | −24           | −20           | −15           | −10           | −6            | −1            | 3,8           | 4,8           | −0,8          | −10           | −17           | −22           | −9,75         |
| Середній мінімум, °C          | −32           | −29           | −26           | −21           | −16           | −9            | −2            | −1            | −7            | −18           | −26           | −30           | −18,3         |
| Норма опадів, мм              | 46.3          | 73.1          | 81.8          | 99.8          | 95.2          | 143.1         | 106.8         | 123.3         | 76.2          | 52.1          | 45.8          | 33.6          | 977.1         |
| Днів з дощем                  | 8             | 6             | 6             | 5             | 8             | 15            | 13            | 13            | 9             | 5             | 5             | 7             | 100           |
| Вологість повітря, %          | 83            | 83            | 82            | 81            | 78            | 79            | 73            | 68            | 66            | 71            | 78            | 78            | 76.6          |
| ----------------------------- | ------------- | ------------- | ------------- | ------------- | ------------- | ------------- | ------------- | ------------- | ------------- | ------------- | ------------- | ------------- | ------------- |
| Джерело: World Weather Online |               |               |               |               |               |               |               |               |               |               |               |               |               |